# Angraecum borbonicum
Angraecum borbonicum là một loài lan.